# Желтухин, Василий Романович
Василий Романович Желтухин (1823—1895) — русский генерал от инфантерии (1889), командир 31-й пехотной дивизии.

## Биография
Родился 5 (17) апреля 1823 года; происходил из дворян Тульской губернии. Воспитывался в Дворянском полку, из которого был выпущен 8 августа 1842 года прапорщиком в лейб-гвардии Литовский полк Русской императорской армии в котором он прослужил около пятнадцати лет.
Во время Венгерского восстания (1849) участвовал в походе гвардии к западным пределам Российской империи, а в Восточную войну (1853—1856 гг.) находился в составе войск, охранявших побережье Санкт-Петербургской губернии и Выборгского уезда.
Во время Польского восстания 1863—1864 гг. находился в составе войск Варшавского военного округа, принимал участие в сражениях и был награждён орденами Св. Анны 2-й степени (в 1865 году получил императорскую корону к этому ордену) и Св. Владимира 4-й степени с мечами и бантом, был назначен командиром 13-го пехотного Белозерского полка, с которым находился в Царстве Польском вплоть до полного умиротворения края.
В 1868 году награждён орденом Св. Владимира 3-й степени с мечами. В апреле 1869 года был произведён в генерал-майоры и получил в командование 7-ю резервную пехотную дивизию. По расформировании её он состоял при командующем войсками Варшавского военного округа П. Е. Коцебу (1878). В 1871 году награждён орденами Св. Станислава и Св. Анны 1-х степеней.
В 1879 году был назначен начальником 31-й пехотной дивизии. В продолжении свыше десятилетнего командования этой дивизией Желтухин неоднократно командовал 10-м армейским корпусом, был награждён орденами Св. Владимира 2-й степени (1881) и Белого орла (1884).
Одновременно с увольнением от службы с мундиром и пенсией 16 декабря 1889 года он был произведён в генералы от инфантерии.
Умер 5 (17) сентября 1895 года. Похоронен на Смоленском православном кладбище.